# Demandasaurus
Demandasaurus is een geslacht van sauropode dinosauriërs behorend tot de groep van de Diplodocoidea, dat tijdens het vroege Krijt leefde in het gebied van het huidige Spanje.

## Vondst en naamgeving
In de jaren 2002, 2003 en 2004 voerde een team paleontologen, het Colectivo Arqueológico-Paleontológico de Salas de los Infantes, opgravingen uit op de in 1999 ontdekte Tenadas de los Vallejos II-vindplaats, tien kilometer ten zuidwesten van de stad Salas de los Infantes in de regio Castilië en León. Daarbij werden op een oppervlakte van 240 m² 810 verspreide beenderen en botfragmenten gevonden, de meeste ervan behorend tot een enkel exemplaar van een nog onbekende sauropode.
In 2011 werd de typesoort Demandasaurus darwini benoemd en beschreven door Fidel Torcida Fernández-Baldor, José Ignacio Canudo, Pedro Huerta, Diego Montero, Xabier Pereda Suberbiola en Leonardo Salgado. De geslachtsnaam verwijst naar de bergketen waar de vondst gedaan werd, de Sierra de la Demanda. De soortaanduiding eert Charles Darwin omdat de naamgevers de hoop hadden gehad het artikel nog in het Darwinjaar 2009 te kunnen publiceren.
Het fossiel, holotype MDS-RVII, is gevonden in de Castrillo de la Reina-formatie die dateert van het late Barremien tot het vroege Aptien, ongeveer 125 miljoen jaar oud. Het is deel van de collectie van het Museo de Dinosaurios de Salas de los Infantes en bestaat uit een enkel gedeeltelijk  skelet waaronder de praemaxillae van de bovenkaak; het linkerdentarium van de onderkaak, zes losse tanden, drie halswervels, vijf nekribben, twee ruggenwervels, negen ribben, negentien staartwervels, negen chevrons, twee zitbeenderen en het linkerdijbeen.

## Beschrijving
Demandasaurus is een middelgrote sauropode met een lengte van tien tot twaalf meter en een gewicht van zo'n vijf ton. Het dijbeen is 108 centimeter lang.
De beschrijvers hebben negen unieke afgeleide eigenschappen, autapomorfieën, weten vast te stellen: de tanden zijn voorzien van richels aan binnen- en buitenzijden en hebben daarnaast snijranden aan de zijkanten; de achterste halswervels hebben onder hun voorste werveluitsteeksels een uitholling voorzien van een verticale en gevorkte secundaire beenrichel; de achterste halswervels hebben boven hun voorste werveluitsteeksels een ruitvormige verheffing gevormd door het samenkomen van drie beenrichels, de centroprezygapofyseale, de prezygodiapophyseale en de spinoprezygapofyseale; bij de halswervels en de ruggenwervels zijn de centroprezygapofyseale beenrichels gesplitst; de middelste ruggenwervels hebben in hun wervelboog twee grote openingen die van voor naar achter door de hele lengte van de boog lopen; de zijuitsteeksels van de voorste staartwervels hebben twee grote diepe uithollingen, verdeeld door secundaire beenrichels; de voorste staartwervels hebben drie beenrichels, de voorste centroparapofyseale, de achterste centroparapofyseale en de achterste centrodiapofyseale, die zeer breed zijn en aan de voorkant en de achterkant de diapofyse raken; de voorste staartwervels hebben twee parallel van voor naar achteren lopende beenrichels, de bovenste tussen het voorste werveluitsteeksel en de basis van de centropostzygapofyseale richel en de onderste tussen de basis het voorste werveluitsteeksel en de bovenkant van de voorkant van het wervellichaam; de staartwervels iets achter het midden van de staart hebben op de zijkanten van hun wervellichamen twee parallel van voor naar achter lopende kammen.

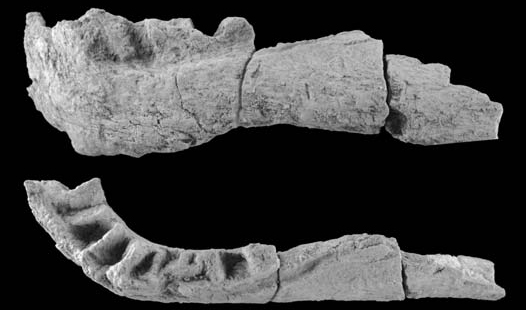
Het linkerdentarium

De kop van Demandasaurus was van boven bekeken zeer rechthoekig, zodat veel plantenmateriaal per keer kon worden afgebeten. Het aantal tanden in de praemaxilla bedraagt vier: deze staan wat vooruit. Het dentarium draagt minstens zeven tanden; het tien centimeter lange kaakfragment is voldoende groot om te tonen dat het totale aantal gering was en veel minder dan bij nauwe verwanten die wel dertig tanden in de onderkaak dragen. De tanden zijn stiftvormig met aan de basis een ronde en meer bovenaan een elliptische doorsnede. De meeste tanden zijn bovenop afgesleten; sommige hebben een vrij scherpe punt. De tanden zijn iets naar binnen gebogen en zijn voorzien van ongekartelde snijranden, een uitzondering bij stiftvormige sauropode tanden. Het email is dikker aan de buitenzijde en heeft daar vier tot vijf richels, aan de binnenzijde drie. De tanden zijn twaalf tot zesentwintig millimeter lang.
De langste halswervel heeft een lengte van 27 centimeter. De chevrons van de staartwervels zijn gevorkt.

## Fylogenie
De beschrijvers voerden een exacte cladistische analyse uit met als uitkomst dat Demandasaurus zich in de Rebbachisauridae bevond, als zustersoort van de Afrikaanse vorm Nigersaurus. Demandasaurus is de eerste rebbachisauride die uit Iberia bekend is; drie mogelijke verklaringen werden hiervoor overwogen: het behoren tot een restpopulatie die overleefd had uit de tijd dat de continenten elkaar nog raakten; het bestaan van een landbrug met Gondwanaland; of de zogenaamde Ark van Noach-methode: het meedrijven op een stuk subcontinent dat van Afrika afbrak en naar Europa bewoog, in dit geval de Apulische Plaat.